# Längtan till Áhkká
Längtan till Áhkká är en svensk dokumentärfilm från 2024. Den är regisserad av Gustav Cavallin och Jens Nilsson, som även skrivit manus tillsammans med Magnus Granér. Filmen producerades av Jo Lindborg.
Filmen hade biopremiär i Sverige den 23 februari 2024, distribuerad av TriArt Film.

## Handling
1921 gav sig en grupp fjällentusiaster ut för att bestiga den högsta toppen på bergsmassivet Áhkká. Nära 100 år senare får friskidåkaren Magnus Granér höra talas om händelserna och ger sig ut på en egen expedition, mot Stortoppen på Áhkká.

## Medverkande (i urval)
- Gustav Cavallin
- Magnus Granér
- Ulla Granér